# Trippin' (That's The Way Love Works)
Singles de Toni Braxton
Please
(2005) Take This Ring
(2005)
Trippin' (That's The Way Love Works) est une chanson de la chanteuse Toni Braxton, sortie le 27 septembre 2005. Il s'agit du second single, extrait de l'album Libra. Elle est écrite par Bryan-Michael Cox, Kendrick Dean, Johntá Austin, Toni Braxton, et composée par Bryan-Michael Cox. Trippin' (That's The Way Love Works)  est un titre R&B qui dévoile plusieurs facettes de l'amour. La chanson s'érige atteint la 60e place au Billboard Hot R&B/Hip-Hop Songs.

## Pistes et formats
CD single (version allemande)
1. Trippin' (That's the Way Love Works) (Radio Edit) – 4:08
2. Trippin' (That's the Way Love Works) (Instrumental) – 4:06
3. Trippin' (That's the Way Love Works) (Album Version) – 4:05
4. I Hate You – 4:01
5. Places (iTunes bonus track) – 4:02

## Classements
| Classement (2005)                    | Meilleure position |
| ------------------------------------ | ------------------ |
| U.S. Billboard Hot R&B/Hip-Hop Songs | 86                 |